# Iltutmish di Delhi
Shams al-Dīn Iltutmish (in persiano شمس الدین التتمش‎, così come in lingua urdu; ... – 1236) fu il 3º sultano di Delhi, dal 1211 al 1236. Scritto anche Iletmish o Altamash, la forma corretta del suo nome è stata definitivamente stabilita in Iltutmish da Simon Digby nel 1970.

## Inizi
Nato in una famiglia turcofona, fu venduto schiavo a un mercante di nome Jamāl al-Dīn che lo portò a Ghazna e qui lo vendette a Quṭb al-Dīn Aybak, il quale era a sua volta schiavo di Muhammad di Ghur: per questo Iltutmish fu anche chiamato "schiavo di uno schiavo". Quṭb al-Dīn intuì le qualità del giovane e infatti Iltutmish scalò i ranghi dell'esercito fino a ottenere dapprima il comando della fortezza di Gwalior dopo la sua conquista e poi la nominò governatore di Bulandshahr. In seguito sposò una figlia di Quṭb al-Dīn e divenne governatore di Badaun.

## Salita al potere
Quando i nobili di Delhi (detti "i Quaranta") si resero conto che il sultano Ārām Shāh era un incompetente, chiamarono Iltutmish, allora governatore di Badaun, invitandolo a salire sul trono; ltutmish rispose positivamente e si mosse con tutto il suo esercito contro Aram, sconfiggendolo nella piana di Jud dopo soli otto mesi di regno, nel 1211. Non si sa con precisione cosa sia accaduto ad Aram dopo la battaglia, Minhaj al-Dīn Sirāj dice che fu martirizzato ma è ignoto se morì in battaglia o se fu giustiziato dopo essere stato preso prigioniero.
Una volta salito al trono, Iltutmish si trovò davanti tutta una serie di problemi, tanto che la sua autorità non si estendeva molto oltre Badaun e la stessa Delhi: l'apparato amministrativo del sultanato era ancora in embrione perché né Qutb-ud-din né tanto meno Aram avevano avuto il tempo di consolidarlo; l'integrità territoriale del sultanato era minacciata sia dall'esterno che dall'interno (Ali Mardan Khan di Lakshmanavati dichiarò l'indipendenza del Bengala; Nasir al-Din Qabacha del Sind conquistò Multān] e Lahore, mentre Ranthambhore, Ajmer, Jalore e Gwalior dichiararono l'indipendenza sotto le loro dinastie rajput). Infine l'autorità di Iltutmish era contestata sia da Tāj al-Dīn Yildiz, sultano di Ghazna, che lo considerava semplicemente un suo vassallo e rivendicava il dominio di Delhi, sia dai nobili turchi che rifiutavano di obbedirgli in quanto "schiavo di uno schiavo" e causarono una ribellione nella stessa Delhi.

## Guerre
Iltutmish riuscì a soffocare la ribellione dei nobili turchi consolidando il controllo su Delhi e dintorni, mentre nei riguardi di Tāj al-Dīn Yildiz simulò la sottomissione per poi sconfiggerlo e metterlo a morte più tardi, alla battaglia di Tarain nel 1215, quando i corasmi lo cacciarono da Ghazna, costringendolo a cercare rifugio a Lahore. Un'altra vittoria, stavolta diplomatica, Iltutmish la conseguì nei confronti dei Mongoli di Gengis Khan nel 1221; i Mongoli avevano invaso l'Impero del Khwārezm-Shāh facendo fuggire sia l'imperatore ʿAlāʾ al-Dīn Muḥammad, sia il principe ereditario Jalāl al-Dīn Mangubernī, ma mentre l'imperatore era fuggito sulle rive del Mar Caspio, Manguberni si era rifugiato nel Punjab, attirando i Mongoli al suo inseguimento. Iltutmish allora si rifiutò di dare asilo a Jalāl al-Dīn, cosicché i Mongoli si ritirarono risparmiando l'India dalle devastazioni.
L'azione di Iltutmish proseguì contro i principi ribelli. Nel 1228 sconfisse definitivamente Nāṣir al-Dīn Qabācha strappandogli le città di Lahore, Multan e Uchch; nel 1226 inviò suo figlio Nāṣir al-Dīn Maḥmūd contro il Bengala, dove sconfisse Hisam al-Din Ewaz, il principe che si era reso indipendente, ma dopo la morte di Nāṣir al-Dīn nel 1229 il Bengala si ribellò nuovamente, stavolta sotto Balka Khalji che fu sconfitto e ucciso dallo stesso Iltutmish.
Vi furono guerre anche contro i principi indù: nel 1226 Iltutmish intraprese delle campagne contro i principi rajput che si erano resi indipendenti alla morte di Quṭb al-Dīn Aybak, e riconquistò Ranthambhore, Ajmer, Jalore, Gwalior, Mandor e Jodhpur. Invase il Malwa e saccheggiò Ujjain e Bhilsa mentre invece non riuscì a prendere Kalinjar e Nagada; infine riprese il controllo del Doāb e dell'Oudh sconfiggendo i principi indù a Badaun, Kannauj e Benares.